# Segāreh
Segāreh (persiska: سگاره, Hālūb, هالوب) är en ort i Iran.   Den ligger i provinsen Khuzestan, i den västra delen av landet, 600 km sydväst om huvudstaden Teheran. Segāreh ligger 8 meter över havet och antalet invånare är 161.
Terrängen runt Segāreh är mycket platt. Runt Segāreh är det ganska tätbefolkat, med 144 invånare per kvadratkilometer. Närmaste större samhälle är Yūkhān, 10,7 km söder om Segāreh. Omgivningarna runt Segāreh är i huvudsak ett öppet busklandskap.